# Ulrik Jenssen
Ulrik Yttergård Jenssen (Tromsø, Noruega, 17 de julio de 1996) es un futbolista noruego que juega en la posición de defensa para el Rosenborg Ballklub de la Eliteserien. Es hermano del también futbolista Ruben Jenssen.

## Trayectoria
Ingresó en las categorías inferiores del Tromsø IL e inició su carrera en el Olympique de Lyon "II".
En julio de 2016 se especuló con un posible fichaje por el Real Madrid Castilla, aunque acabó regresando al Tromsø IL.  Posteriormente jugó en el F. C. Nordsjælland antes de recalar en julio de 2021 en el Willem II. Allí estuvo una temporada, regresando en agosto de 2022 al F. C. Nordsjælland después de firmar hasta final de año. Una vez este contrato expiró, volvió a Noruega para jugar en el Rosenborg Ballklub las siguientes cuatro temporadas.

## Selección nacional
Fue internacional con Noruega sub-19.

## Clubes
| Club                   | País         | Año       |
| ---------------------- | ------------ | --------- |
| Olympique de Lyon "II" | Francia      | 2013-2016 |
| Tromsø IL              | Noruega      | 2016-2017 |
| F. C. Nordsjælland     | Dinamarca    | 2018-2021 |
| Willem II              | Países Bajos | 2021-2022 |
| F. C. Nordsjælland     | Dinamarca    | 2022      |
| Rosenborg Ballklub     | Noruega      | 2023-     |